# Идлис, Юлия Борисовна
Юлия Борисовна Идлис (род. 4 февраля 1981, Калининград) — российская писательница, сценаристка, поэтесса, журналистка, литературный критик, переводчица. Кандидат филологических наук. Обладательница премии «Дебют» в номинации «Литературная критика и эссеистика».

## Филология
Юлия Идлис окончила филологический факультет МГУ, защитила кандидатскую диссертацию на тему «Категория автора в тексте сценарной адаптации: на материале сценариев Гарольда Пинтера». Преподавала на кафедре общей теории словесности (теории дискурса и коммуникации).
Сфера научных интересов Идлис — трансмедийность, исследование текстов и смыслов, рождающихся на стыке разных медиа. Она приняла участие в организации нескольких международных конференциях МГУ, посвящённых исследованию различных аспектов сосуществования и взаимодействия медиа в современном мире: «Литература и медиа: меняющийся облик читателя» (Москва, МГУ, 24-25 октября 2007), «Свободный танец и свободный стих: движение воплощённого смысла» (Москва, МГУ, 1-3 октября 2010, по итогам выпущен сборник докладов), а также круглого стола, посвящённого «Регуляции и саморегуляции сетевого сообщества» в рамках XIV Фулбрайтовской международной гуманитарной летней школы 1-8 июня 2011 года.

## Поэзия
Начинала публиковать стихи в интернете, в том числе на сайте «Сетевая словесность». С декабря 2001 года — один из рецензентов петербургского литературного объединения «Пиитер». В 2002 году стала лауреатом сетевого конкурса «Антоновские яблоки» и вошла в шорт-лист премии «Дебют» в номинации «Поэзия». В 2003 году выпустила сборник стихов «Сказки для», в 2005 году второй сборник Идлис «Воздух, вода» вышел в серии «Поколение» издательства «АРГО-РИСК». Стихи публиковались также в журналах «Новый мир», «Воздух», «Знамя» и др.
После премии «Дебют» на творчество Юлии Идлис обратили внимание критики. Людмила Вязмитинова писала:
Поэзия Идлис восходит к традиции Марины Цветаевой и иллюстрирует, насколько мощное и качественное развитие может получить эта традиция в настоящее время. Метафизика тесно переплетается с физиологией, а “я” сосредоточено прежде всего на ощущении слова как ребенка, которого надо зачать и выносить. Лирическая смелость Идлис почти провокационна, но трезва: согласно Идлис, любой поэт, мужчина или женщина, должен стать родителем слова, защитить его от мироздания и ощутить, что сила, преображающая смысл слова, превосходит сознание пишущего. При этом Идлис не чуждается фольклорных эротических метафор, восходящих к древним мифам.
Мария Галина, разбирая книги серии «Поколение», отмечает, что Идлис «интонационно не свободна от влияния одного из кумиров поэтической молодежи — Линор Горалик; однако её тексты наполнены личным лирическим опытом».
В 2010 году совместно с джазовым гитаристом Максимом Ротшильдом сделала музыкально-поэтический спектакль «Свинг в большом городе», который вышел на CD в издательстве Content Media. В рамках спектакля Идлис читала свои стихи под джазовые импровизации Ротшильда. На стихи Идлис в разное время снимались видеопоэтические ролики и мультфильмы — например, «Спичка» и «Мой зверь». В качестве поэта Идлис выступала в программах «Вслух: стихи про себя», «Школа злословия» и других.
Стихи Идлис переведены на английский, украинский, чешский, сербский, голландский, испанский и другие языки. В переводах Идлис с русского языка на английский публиковались стихотворения Дмитрия Кузьмина.

## Журналистика
Журналистскую карьеру Идлис начинала в отраслевом ежемесячном журнале «The Well» — двуязычном русско-английском издании компании Staffwell, посвящённом рынку труда и вопросам кадровой политики. Позже работала культурным и светским обозревателем, а также кинокритиком в интернет-изданиях Полит.ру и Газета.ру, писала в «Большой город», «Madame Figaro» и др. Как критик публиковалась в журнале «Новое литературное обозрение», в 2004 году была удостоена премии «Дебют» в номинации «Литературная критика и эссе».
С 2007 года Идлис работала в еженедельнике «Русский репортёр» — сперва культурным обозревателем, а потом и редактором отдела культуры. В 2009 году совместно с MySpace Russia организовала и провела всероссийский конкурс короткометражных фильмов о городской жизни «Город РР», в котором участвовало более 70 картин, а победителя определяло жюри конкурса короткого метра кинофестиваля «Кинотавр».
В 2010 году Идлис выпустила книгу «Рунет. Сотворённые кумиры» — сборник очерков, основанных на интервью с восемью популярными блогерами русского интернета. Критика определила взаимосвязь журналистики и документальной драматургии как творческий метод Идлис:

Чем, собственно, эта книга не документальная драматургия? Как doc-драматург, Идлис взяла интервью у социально значимых героев, опубликовала его с сохранением оттенков оригинала — пауз и хохота, теребления очков и раздосадованных взглядов, — только перестроила так, чтобы выпуклей воспринималась идея, специфика персонажа. Но главное совпадение проектов Идлис и театра «Практика» — не в технике, а в патетике, в том самом мессидже, который настойчиво выспрашивает Идлис в конце каждого интервью. <…> «Сотворённые кумиры» Идлис излучают мощный призыв работать с реальностью, расширяя наше представление о возможностях такой работы, вообще — о шансах и свободе, которые даёт не идеальная, не будущая, а вот теперешняя наша, кривоватая, неясная, очень частная и неповторимая жизнь.
С 2013 года оставила журналистику и сосредоточилась на работе в кино и на телевидении.

## Кино и телевидение
Первой работой Идлис в кино стали сценарии к двум фильмам из документального цикла «Толстые. Большая династия» (автор цикла Фёкла Толстая, режиссёр Александр Замыслов): авторству Идлис принадлежат истории о жизни двух потомков Льва Толстого — младшей дочери Александры Львовны и внучки Софьи Андреевны Есениной-Толстой.
В 2012 году Идлис поступила на сценарный факультет Московской школы кино. Ещё студенткой она приняла участие в работе над полнометражным художественным фильмом «Авантюристы» (режиссёр Константин Буслов) как соавтор сценариста Дениса Родимина. Фильм вышел в широкий прокат 10 апреля 2014 года.
В 2015 году вышел телесериал «Фарца», он получил противоречивые отзывы. «Сценаристы «Фарцы» (Юлия Идлис, Александры Котт и Цекало) тоже фарцовщики, они спекулируют светлыми 60-ми, какими они были изображены в прозрачных, счастливых, чистых кинофильмах: «Я шагаю по Москве» и «Мне двадцать лет». Скопированы узнаваемые сцены, даже персонажи», — писал Александр Кондрашов. «Сценаристы, режиссёры и генеральный продюсер ... явно любят то время (то есть те фильмы, те автомобили и некий список ярких баек), они набрали кучу кусочков и кубиков, но совершенно не знают что, собственно, они про это все думают», — писала Анна Наринская.
В 2020 году в российский прокат вышел фильм «Бег» по сценарию Идлис, «эта ладно скроенная, хоть и достаточно кринжовая в плане научных объяснений (несмотря на то, что Идлис консультировалась с преподавателем физики) жанровая вещь. Она держит в напряжении и подкупает своим дарк-вайбом», — писал сайт Афиша.ру.

## Театр
В 2010 году Идлис вошла в Совет фестиваля театра и кино о современности «Текстура» (Пермь). С 2011 года она является членом жюри конкурсов «Драматургия» и «Кино» на фестивале «Текстура». В 2012 году Идлис стала куратором спецпрограммы фестиваля «Сторителлинг в разных медиа», включавшей публичные беседы с деятелями разных искусств о том, как средствами их искусства можно рассказать историю; в рамках программы Вера Полозкова беседовала с композитором Владимиром Мартыновым, Борис Куприянов — с куратором арт-проектов Дарьей Пархоменко, телепродюсер Вера Кричевская — с фотографом Алексеем Майшевым, Сергей Пойдо — с режиссёром-документалистом Виталием Манским, кинокритик Алексей Медведев — с чешским кинорежиссёром Петром Зеленкой, Александр Гаврилов — с драматургом Максимом Курочкиным.
В октябре 2013 года на фестивале «Текстура» прошла читка документальной пьесы Идлис «Виртуал, или Жизнь и приключения Эндрю Полсона, предпринимателя», написанной по заказу московского театра «Практика» в рамках проекта «Человек.doc» и основанной на глубинных интервью с американским предпринимателем Эндрю Полсоном, создавшим такие знаковые для России медиакомпании, как «Афиша» и «SUP».

## Книги
- Сказки для: Стихи. — СПб.: «А. В. К.», 2003. — 110 стр.[33]
- Воздух, вода: Стихи. — М.: АРГО-РИСК; Тверь: Колонна, 2005. 80 с. ISBN 5-94128-101-3
- Рунет. Сотворённые кумиры. — М.: Альпина нон-фикшн, 2010. ISBN 978-5-9167-1069-4
- аудиокнига «Свинг в большом городе» в соавторстве с Максом Ротшильдом[34] — КонтентМедиа. 2010